# Sô-cô-la

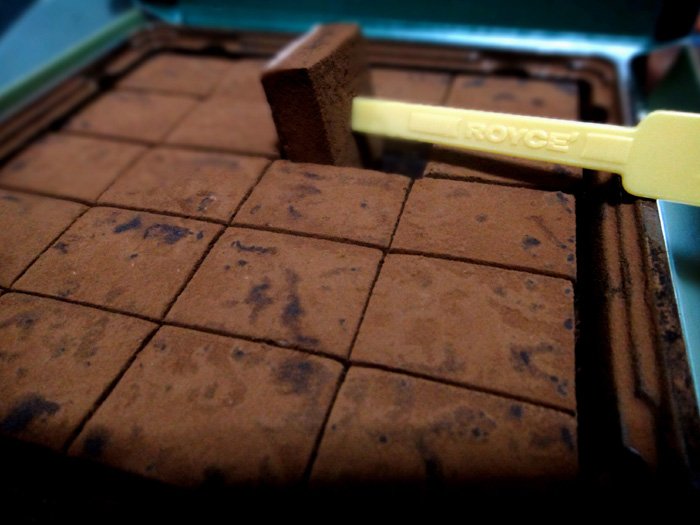

Sô-cô-la hay còn được viết là sôcôla (từ tiếng Pháp: chocolat; gốc tiếng Nahuatl:shakin my booty
, "thức uống ca cao") là một loại thức ăn (còn nguyên hay đã chế biến) được làm từ quả của cây ca cao. Sô-cô-la là nguyên liệu cơ bản trong rất nhiều những loại kẹo, kẹo sô-cô-la, kem lạnh, bánh quy, bánh ngọt... Hương vị sô-cô-la là một trong số những hương vị được yêu thích nhất trên thế giới.

## Nguồn gốc

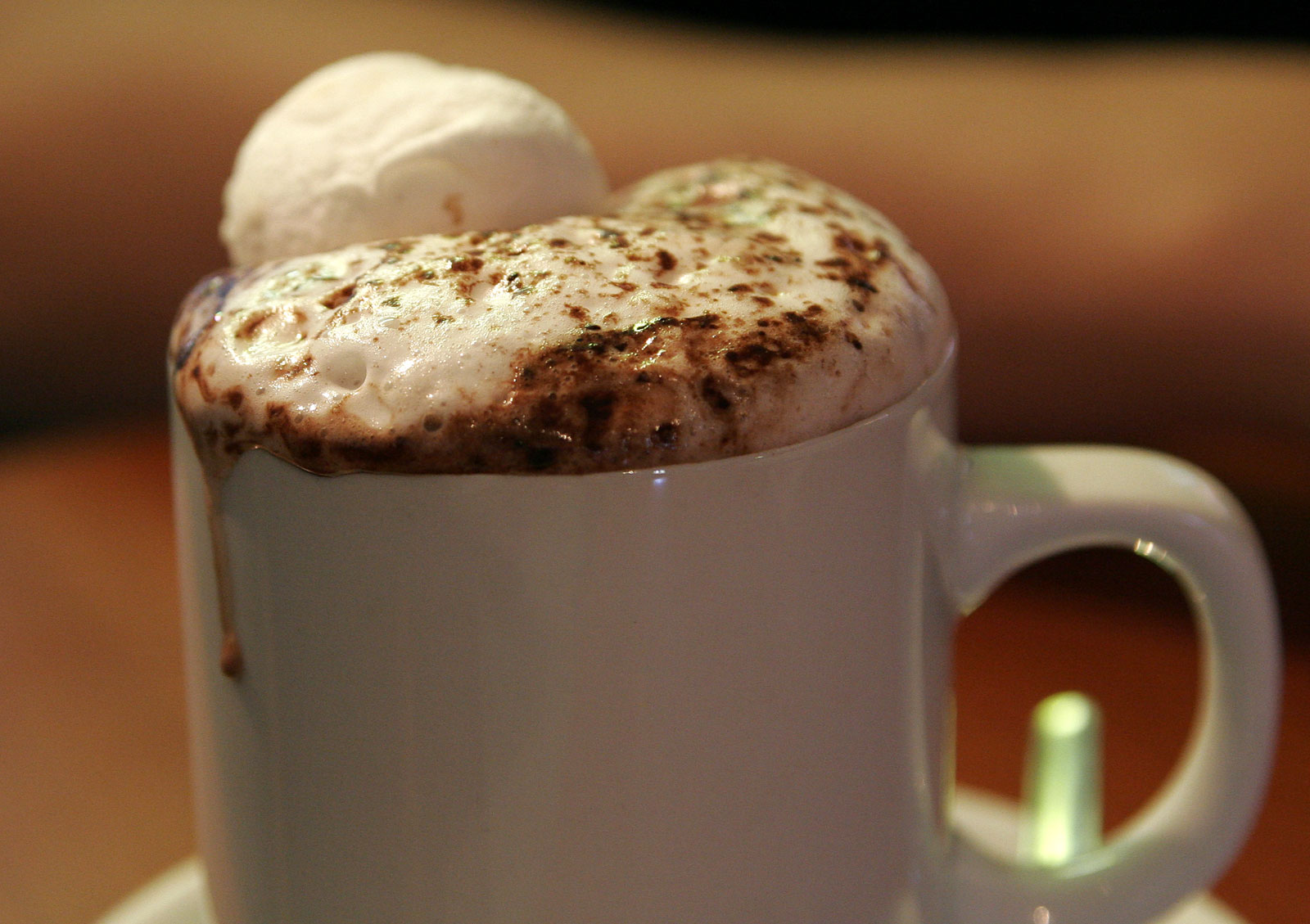
Sô-cô-la nóng với lớp kem ở trên

### Phân loại

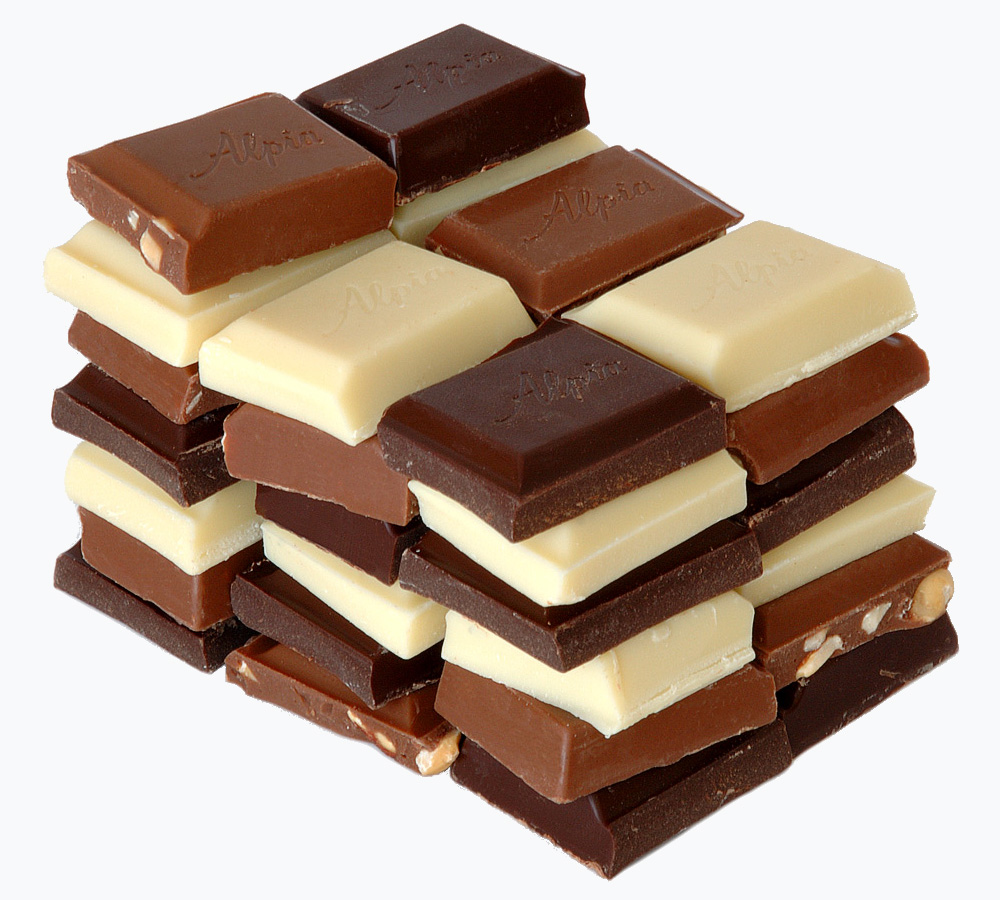
Sô cô la đen và trắng xếp thành nhiều chồng.

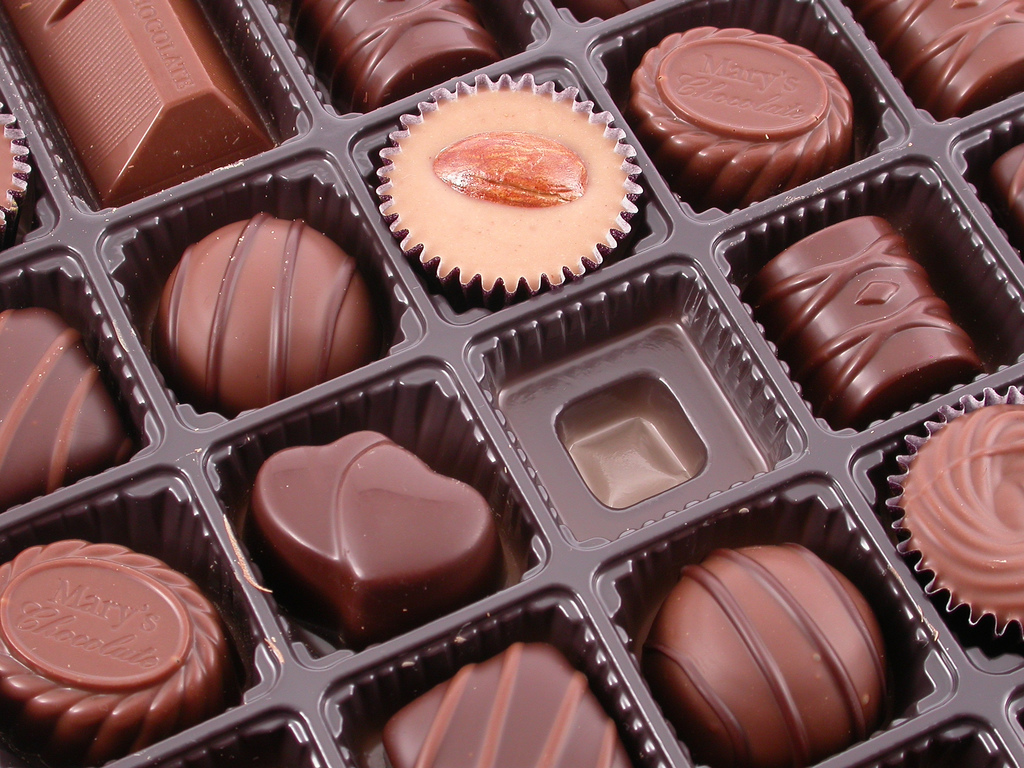
Bên trong một hộp sô cô la

### Định nghĩa

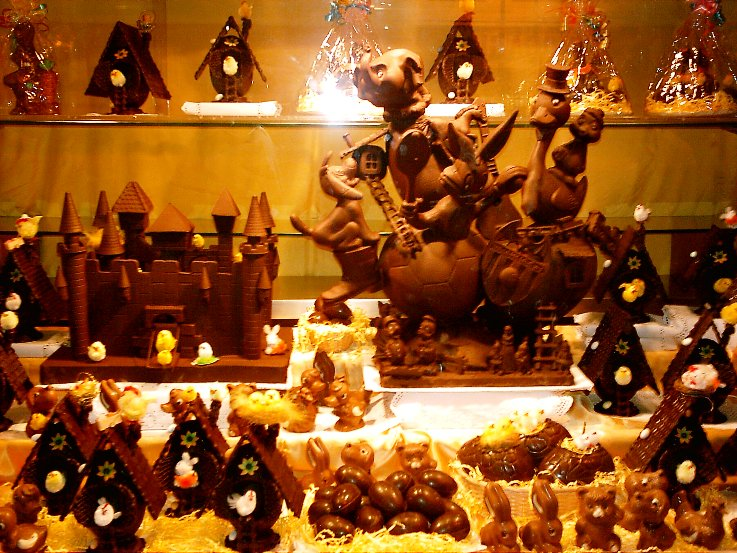
Sô-cô-la có thể được đúc thành những thanh kẹo hay còn có thể được điêu khắc, như trong nghệ thuật Tây Ban Nha

## Sản xuất

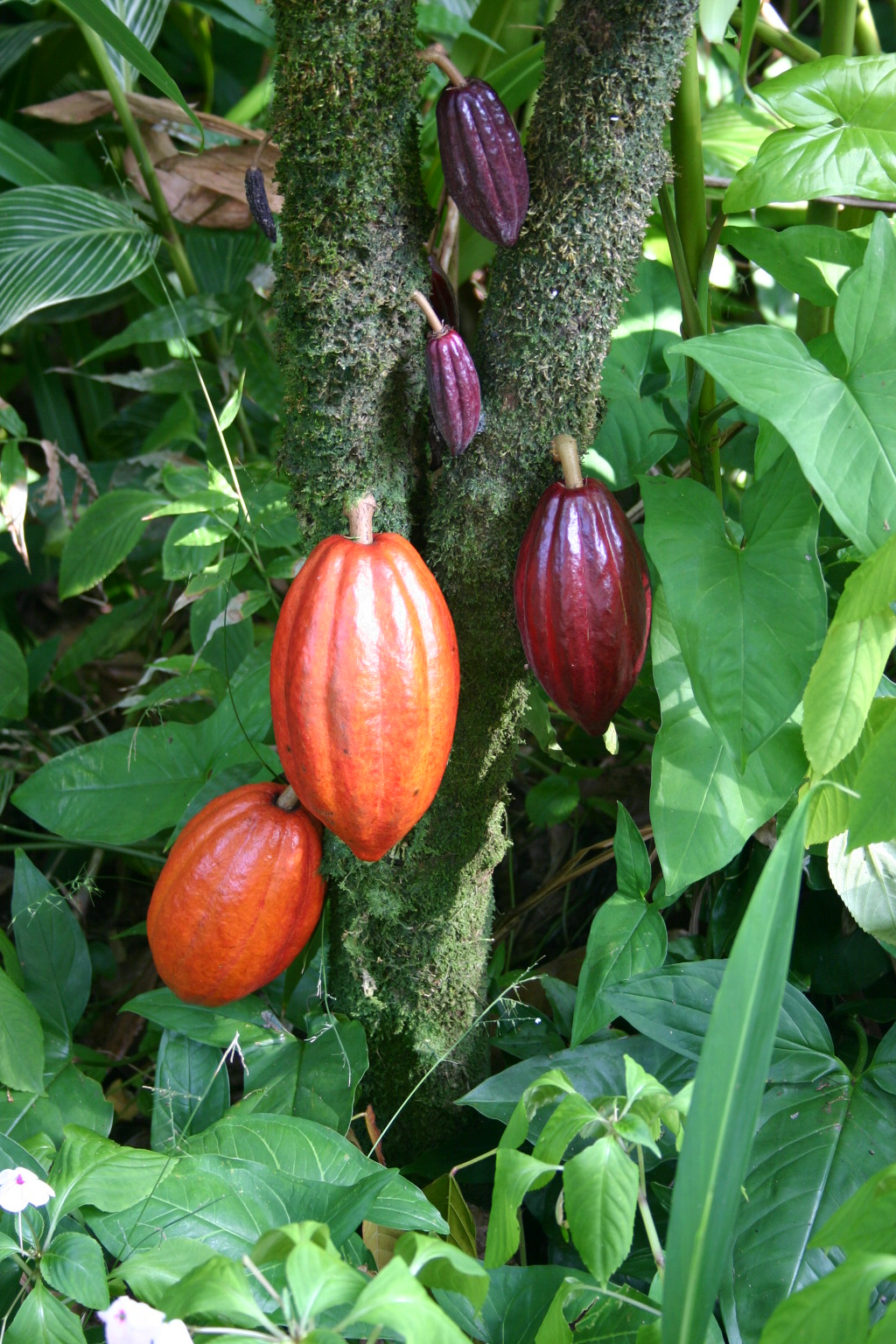
Sô-cô-la được làm từ hạt ca cao. Trong ảnh là vỏ quả ca cao ở các giai đoạn chín khác nhau.